# María Inmaculada Paz-Andrade
María Inmaculada „Ada“ Paz-Andrade (* 14. November 1928 in Pontevedra, Galicien; † 24. November 2022 ebenda) war eine spanische Physikerin und Hochschullehrerin.

## Leben
María Inmaculada Paz-Andrade stammte aus einer bekannten galicischen Familie; ihr Großvater war der Dichter Xoán Bautista Andrade, sie war die Nichte des Politikers Valentín Paz-Andrade.
Paz-Andrade studierte Physik und wurde 1963 an der Universität Santiago de Compostela (USC) promoviert. Sie war als Forscherin an der Universität Manchester und am Institut für Mikrokalorimetrie und Thermogenese des Centre National de la Recherche Scientifique, CNRS in Marseille tätig. Sie war 1964 erste Assistenzprofessorin an der USC und 1983 die erste Professorin an der Fakultät für Physik mit Schwerpunkt Thermodynamik in Compostela und eine internationale Referenz auf dem Gebiet der Mikrokalorimetrie, die sie 1964 in Spanien einführte, und auch der Differential-Scanning-Kalorimetrie. Sie beschäftigte sich mit angewandter Thermodynamik, kalorimetrischen Studien und der Bestimmung der spezifischen Wärme von festen und flüssigen Stoffen. 1979 war sie als erste Frau Gastprofessorin an der University of Manchester.
Im Jahr 1999 gründete sie die multidisziplinäre Forschungsgruppe THOR und begann mit der Entwicklung von Computerprogrammen für die Brandbekämpfung in Galicien und Santiago de Compostela. Für das THOR-Programm arbeiteten 1999 über 40 Fachleute von verschiedenen Universitäten mit.
2018 wurde sie mit der Ehrendoktorwürde der Universität Vigo geehrt. Sie wurde mit der Castelao-Medaille der Xunta de Galicia sowie mit zahlreichen anderen Preisen ausgezeichnet. Sie war 1992 die erste Forscherin mit der Goldmedaille der Real Academia de Ciencias Exactas, Físicas y Naturales.
Sie ist Verfasserin von über zweihundert wissenschaftlichen Veröffentlichungen und hat mehr als vierzig Doktorarbeiten betreut.